# Niskasaari (ö i Lappland, Östra Lappland, lat 65,86, long 28,10)
Niskasaari är en ö i Finland. Den ligger i sjön Kuusijärvi och i kommunen Posio i den ekonomiska regionen  Östra Lapplands ekonomiska region  och landskapet Lappland, i den norra delen av landet, 600 km norr om huvudstaden Helsingfors. Öns area är 0,8 hektar och dess största längd är 140 meter i öst-västlig riktning.